# 29. фебруар
29. фебруар (29.02) је 60. дан у преступној години по грегоријанском календару. До краја године има још 306 дана.

## Догађаји
- 1720 — Шведска краљица Улрика абдицирала је у корист супруга, принца Фредерика I.
- 1808 — Наполеон је, у походу на Шпанију коју је освојио за месец дана, ушао у Барселону.
- 1892 — САД и Британија су потписале уговор о лову на фоке у Беринговом мору којим су установљене квоте улова потписница уговора.
- 1916 — Ступила је на снагу наредба немачке врховне команде у Првом светском рату о потапању свих наоружаних трговачких бродова земаља с којима је Немачка била у рату.
- 1920 — Нова социјалдемократска влада Чехословачке донела је нови устав и тиме заменила привремени устав усвојен 13. новембра 1918. којим је конституисана чехословачка држава настала распадом Аустроугарске после Првог светског рата.
- 1940 — Хати Макданијел је постала прва Афроамериканка која је добила Оскара за споредну женску улогу у филму „Прохујало са вихором“.
- 1944 — Америчке трупе су у Другом светском рату извршиле инвазију на Адмиралска острва у Тихом океану североисточно од Нове Гвинеје, која су била под јапанском окупацијом. Заузимање тих острва било је стратешки значајно за савезничке снаге у надирању ка Филипинима.
- 1956 — Пакистан је проглашен исламском републиком.
- 1960 — У снажном земљотресу који је погодио марокански град Агадир погинуло је око 12.000 људи, а град је готово потпуно срушен.
- 1984 — Иран је саопштио да је бомбардовао други по величини ирачки град Басру, а Ирак да је уништио 50 иранских бродова у рату двеју суседних земаља.
- 1992 — У СР Босни и Херцеговини је одржан референдум на којем се већина становништва изјаснила за независну државу, што је значило одвајање од тадашње СФР Југославије.  Срби у Босни и Херцеговини су бојкотовали овај референдум, а напетост у којој је одржан кулминирала је када је испред цркве у центру Сарајева убијен Србин Никола Гардовић на свадби свога сина. У року од неколико сати град је блокиран барикадама које су чували наоружани цивили Срби и Муслимани.
- 1996 — У најтежој несрећи у историји перуанског цивилног ваздухопловства погинуло је свих 117 путника и шест чланова посаде авиона "боинг 737" на лету из Лиме ка граду Арекипа, који се срушио у Андима, око 900 километара јужно од Лиме.

## Рођења
- 1468 — Папа Павле III. (прем. 1549)[1]
- 1792 — Ђоакино Росини, италијански композитор. (прем. 1868)[2]
- 1824 — Стјепан Митров Љубиша, српско-црногорски писац и политичар. (прем. 1878)[3]
- 1860 — Херман Холерит, амерички статистичар. (прем. 1929)[4]
- 1908 — Балтус, пољско-француски сликар. (прем. 2001)[5]
- 1928 — Џос Екланд, енглески глумац.(прем. 2023)[6]
- 1928 — Симор Паперт, амерички математичар јужноафричког порекла. (прем. 2016)[7]
- 1936 — Џек Р. Лусма, амерички пилот, ваздухопловни инжењер, астронаут и политичар.[8]
- 1940 — Васељенски патријарх Вартоломеј I.[9]
- 1944 — Денис Фарина, амерички глумац. (прем. 2013)
- 1948 — Кен Фори, амерички глумац.[10]
- 1952 — Раиса Сметањина, совјетска нордијска скијашица.[11]
- 1956 — Ајлин Вурнос, америчка проститутка и серијски убица. (прем. 2002)
- 1956 — Милош Ђурковић, босанскохерцеговачки фудбалски голман и фудбалски тренер.[12]
- 1960 — Зинаида Дедакин, српска глумица.[13]
- 1960 — Ричард Рамирез, амерички серијски убица и силоватељ. (прем. 2013)
- 1960 — Халед, алжирски музичар.[14]
- 1972 — Сол Вилијамс, амерички музичар, песник, писац и глумац.[15]
- 1972 — Педро Санчез, шпански економиста и политичар.
- 1976 — Вонтиго Камингс, амерички кошаркаш.[16]
- 1988 — Алекса Вајлд, хрватска порнографска глумица.
- 1988 — Марко Марковић, српски музичар (трубач и певач).
- 1988 — Бенедикт Хеведес, немачки фудбалер.[17]
- 1992 — Џеси Ашер, амерички глумац.[18]
- 2000 — Тајрис Халибертон, амерички кошаркаш.[19]

## Смрти
- 468 — Папа Хиларије.
- 1212 — Хонен, јапански религијски реформатор. (рођ. 1133)[20]
- 1868 — Лудвиг Аугуст од Вителсбаха, баварски краљ (рођ. 1786)[21]
- 2020 — Ева Секељ, мађарска пливачица (рођ. 1927)